# Snowflake (Arizona)
Snowflake è un villaggio nella contea di Navajo in Arizona, nel sudovest degli Stati Uniti d'America. Venne fondato nel 1878 da William Jordan Flake e da Erastus Snow, pionieri mormoni e colonizzatori. Secondo stime del Census Bureau del 2006, il villaggio avrebbe 4.958 abitanti.
Snowflake si trova a 40 km a sud della Interstate 40 (in precedenza dalla U.S. Route 66), che si raggiunge grazie alla Highway 77. La ferrovia Apache Railway fornisce servizi di trasporto merci.
Il paese e l'area circostante hanno avuto una crescita sostenuta. Esiste un campo di golf con 18 buche al quale è stato aggiunto un ulteriore campo con 9 buche. L'edificio principale è lo Snowflake Arizona Temple, costruito dalla Chiesa mormone nel 2002. Ad est del villaggio, sin dagli anni ottanta, una consistente comunità di persone soffre della sindrome di sensibilità chimica multipla.
Snowflake ha un clima con quattro stagioni ben definite con un'estate calda (a volte torrida), un autunno mite, l'inverno da mite a freddo ed una primavera ventosa. Le temperature più alte si situano attorno ai 32 °C in luglio-agosto e da −1 °C a 13 °C in dicembre-gennaio.

## Geografia fisica
Secondo lo United States Census Bureau, il villaggio ha un'area totale di 79,9 km², di questi 79,8 km² sono costituiti da terreni e circa 0,1 km² sono corpi acquosi (0,16%).

## Società

### Evoluzione demografica
Secondo il censimento del 2000, vi erano 4.460 persone, 1.312 case, e 1.070 famiglie residenti nel villaggio. La densità di popolazione era di 55,9 persone per chilometro quadrato. Più dell'85% della popolazione si definisce etnicamente bianca.
Il reddito medio per famiglia era di 42.500$. Gli uomini avevano un reddito di 30.517$ contro i 21.164$ delle donne. Il reddito pro capite del villaggio era di 13.391$. Circa il 10,4% delle famiglie e il 15,0% della popolazione si trovavano sotto la soglia di povertà, includendo il 18,7% di quelli sotto l'età di 18 anni e il 14,1% di quelli con più di 65 anni.

## Snowflake nella cultura di massa
Il villaggio è noto per il caso di Travis Walton, un falegname che nel 1975 venne ritrovato in stato di shock dopo essere sparito per cinque giorni e che raccontò di essere stato rapito dagli alieni. L'evento fu fonte di ispirazione per il film di fantascienza del 1993 Bagliori nel buio (Fire in the Sky). Accenni al villaggio di Snowflake sono presenti anche nel film giallo del 2001 Brigham City e nel film di guerra del 2004 Saints and Soldiers.

## Istruzione
Snowflake fa parte dello Snowflake Unified School District. Le scuole che servono l'area sono la Highland Primary School, la Snowflake Intermediate School, e la Snowflake High School.